# Reconstrucció Socialista del País Valencià
Reconstrucció Socialista del País Valencià (Reconstrucción Socialista del País Valenciano) (RSPV) fue un grupo político valenciano formado hacia el 1971 por antiguos militantes del Partit Socialista Valencià, pero también vinculados a la Unión Sindical Obrera (USO), en el HOAC, las Juventudes Obreras Católicas y Cristianos por el socialismo. No tuvo más de una docena de militantes, principalmente el sacerdote José Corell, Joan Olmos Llorens, Josep Sanchis o Vicent Campos Oltra. En 1975 se integró en Convergència Socialista del País Valencià.
- Datos: Q2886095